# Sangiaccato di Sis
Il sangiaccato di Sis o di Kozan (in turco ottomano: Sanjak-ı Kozan) era uno dei sangiaccati ottomani dell'Eyalet di Adana, e in seguito, del Vilayet di Adana.

## Storia
Il sangiaccato fu registrato per la prima volta nei defter ottomani tra il 1519 e il 1540. Dall'inizio del 1700 fino al 1865, i signori turcomanni Kozanoğlu governarono la regione. Il clan Kozanoğlu, che per primi presero sotto controllo la regione di Belenköy nel distretto di Feke, assunsero in breve tempo l'intero controllo del sangiaccato. Potevano riscuotere le tasse nominalmente come funzionari ottomani ma nella realtà erano sovrani indipendenti. Nel 1865, tuttavia, a seguito dell'intervento dell'esercito con il Fırka-i İslahiye (Divisione di riforma) sotto il comando di Derviş Pasha e Cevdet Pasha, il sangiaccato passò nuovamente sotto il governo centrale ottomano.
Il sangiaccato fece parte dell'Eyalet di Adana e in seguito alle riforme amministrative del 1867 fu incluso nel Vilayet di Adana.
Dopo la dissoluzione dell'Impero ottomano divenne una provincia della neonata Repubblica di Turchia. Con l'abolizione dei sangiaccati, Kozan fu prima una provincia e nel 1929 fu ricollegata ad Adana.

## Divisioni amministrative
Il sangiaccato di Sis era composto da 4 kaza (distretti) comprendenti a al loro interno le nahiya (sotto-distretti).

### Kaza
Si ritiene che il sangiaccato fosse composto in tutte le epoche da 4 kaza:
- Kaza di Sis (il centro amministrativo di Sis, e i sotto-distretti di Mansurlu, Aşağı Karacalar, Oruçlu, Dağlıoğlu, costituiti da 89 villaggi.)
- Kaza di Kars-ı Zülkadiriyye
- Kaza di Haçin
- Kaza di Feke (formato da Feke e i suoi sotto-distretti di Arakli, Yukarıkaracalar, Mansurlu e Oruçlu)[7]

### Demografia
Secondo un documento del 1876 la popolazione totale del sangiaccato di Sis ammontava a 35.164, di cui il numero dei turchi era 26.572 e il numero dei cristiani era 8591.
La popolazione delle kaza era ripartita nel modo seguente:
- Kaza di Sis: Il numero totale dei non musulmani era 981; popolazione turca musulmana ammontava a 8835.
- Kaza di Kars-ı Zülkadiriyye: la popolazione totale era 8406, di cui 7929 turchi e 477 cristiani)
- Kaza di Haçin (in questo distretto c'erano 5939 cristiani e 4621 turchi, la maggior parte della popolazione di Haçin.)
- Kaza di Feke (la popolazione totale del distretto era di circa 6382. 5188 di questa popolazione erano turchi e 1194 non musulmani.)[7]